# Ексмут
Е́ксмут (англ. Exmouth) — портове місто, громада, морський курорт розташований на східному березі гирла річки Екс в районі Східний Девон графства Девон в Південно-Західній Англії. Населення общини: 34 432 чол. (2011)
Назва міста походить від давньоанглійського Exanmutha. Останнє утворилось шляхом злиття кельтської назви річки, що, скоріш за все, означає воду, та давньоанглійського mūtha. Назва річки таким чином означає «гирло річки Екс».